# Amt Butterfelde
Das Amt Butterfelde war ein kleines kurfürstlich-brandenburgisches bzw. königlich-preußisches Domänenamt, das 1738 aus den Gütern des Küstriner Festungskommandanten von Sack gebildet worden war. Es gehörte damals zum Königsbergischen Kreis, später Landkreis Königsberg Nm. (Neumark) genannt. Das nicht zusammenhängende Amtsgebiet liegt heute nördlich der Stadt Moryń (Powiat Gryfiński, Woiwodschaft Westpommern) in Polen, andererseits in der Gemeinde Oderaue, Amt Barnim-Oderbruch im Landkreis Märkisch-Oderland, Brandenburg. Amtssitz war in Butterfelde (heute Przyjezierze); 1837 wurde das Amt Butterfelde an das Amt Zehden angeschlossen.

## Geschichte
Am 2. Juni 1738 kaufte der Fiskus bei einer Versteigerung die Güter des Kolberger Festungskommandanten Siegmund von Sack; aus diesen Gütern wurde das landesherrliche Amt Butterfelde mit Sitz in Butterfelde gebildet. Die Güter und damit auch das Amtsgebiet lagen damals östlich der Oder in der Neumark. Durch die Melioration des Oderbruchs und die Begradigung des Oderlaufs liegt das ehemalige Amtsgebiet heute östlich und westlich der Oder, und damit in Polen und der Bundesrepublik Deutschland. 1755 konnte auf Amtsgebiet die Kolonie Neu Königlich Reetz aufgebaut werden. Um 1820 wurden dem Amt noch Altwustrow und das Vorwerk Klein Wubiser zugewiesen.

## Zugehörige Orte
- Butterfelde (Dorf und Vorwerk), heute Przyjezierze, Powiat Gryfiński, Woiwodschaft Westpommern. Der Ort kam bereits vor 1399 in den Besitz der Familie v. Sack.
- Altreetz, heute ein Ortsteil der Gemeinde Oderaue. Der Ort kam schon vor 1399 in den Besitz der Familie v. Sack. 1809 war der Ort noch in gemeinschaftlichen Besitz mit der Familie v. Buch.[1]
- Altreetz, Vorwerk, in Altreetz aufgegangen
- Neu Königlich Reetz. Adlig Reetz und Königlich Reetz schlossen sich 1952 zu Neureetz zusammen. Neureetz ist heute ein Gemeinde- und Ortsteil der Gemeinde Oderaue. Der Ort wurde 1755 auf dem zum Amtsanteil von Altreetz gehörigen Bruchgelände angelegt. 1809 noch beim Amt Butterfelde.[1] 1820 führt die Topographisch-statistische Übersicht des Regierungs-Bezirks Frankfurt a. d. O. Neu Königlich Reetz unter dem Domänenamt Wriezen auf.[2]
- Woltersdorf, heute Mirowo. Im Dorf gehörten ursprünglich 36 Hufen dem Kloster Lehnin, das diesen Besitz bereits 1260 seiner Filiation, dem Kloster Chorin abtrat. Der Choriner Klosterbesitz wurde bei der Säkularisation überwiegend in das Amt Chorin eingebracht, die beiden neumärkischen Klosterdörfer Jädickendorf und Woltersdorf dagegen zum Amt Zehden. Am 10. September 1577 überließ Kurfürst Johann Georg den Choriner Anteil den v. Sack im Tausch gegen den Sack’schen Anteil von Jädickendorf (heute Godków, Powiat Gryfiński, Woiwodschaft Westpommern). Am 2. Juni 1738 kaufte der Kurfürst das Dorf für das Amt Butterfelde.
- Klein Wubiser, Vorwerk und Schäferei, heute Stare Objezierze, Powiat Gryfiński, Woiwodschaft Westpommern. Wird 1809 noch unter dem Amt Neuenhagen aufgeführt[1], gehörte aber 1820 zum Amt Butterfelde.[2] 1840 wurde Klein Wubiser vom Rentamt Zehden verwaltet.[3]
- Altwustrow, Gemeindeteil von Wustrow, einem Ortsteil der Gemeinde Oderaue. Der Ort gehörte 1818 zum Amt Butterfelde,[2] 1840 erscheint er beim Rentamt Zehden.[3]

Nach Beck et al. (1964) wurde das Amt Butterfelde 1839 aufgelöst. 1843 heißt es jedoch im Handbuch über den königlich preussischen Hof und Staat für das Jahr 1843: „dem Rentamte Zehden ist zugleich die Amts- und Cassen-Verwaltung des Dom. Amts Butterfelde übertragen worden“. Das Domänenamt Butterfelde ist in der Liste der Domänenämter aber noch aufgeführt. Offensichtlich war die Verwaltung der beiden Ämter zusammengelegt worden, das Amt Butterfelde existierte formell jedoch noch bis zumindest 1865 weiter.

## Amtleute und Pächter
- 1765 George Gabriel Gäde, Amtsrat und Generalpächter[6]
- 1770 George Gabriel Gäde, Amtsrat und Generalpächter[7]
- 1775 George Gabriel Gäde, Amtsrat und Generalpächter[8]
- 1798 Rumlandt, Amtmann[9]
- 1801 Rumlandt, Amtmann[10]
- 1803 Frau Rumlandt[11]
- 1804 Frau Rumlandt[12]
- 1818 Kramer, Oberamtmann[13]
- 1832 Kramer, Oberamtmann[14]
- 1843 Kramer, Amtsrat[4]
- 1846 Krahmer[15]
- 1851 Krahmer[16]
- 1859 Krahmer, Oberamtmann[17]
- 1865 Krahmer, Oberamtmann[5]
- 1868 Georg Krahmer[18]

## Belege